# Toyota Ractis
O Toyota Ractis é um modelo compacto da Toyota equipado com transmissão continuamente variável (Câmbio CVT).
Foi lançado como Subaru Trezia em mais uma badge engineering entre empresas no mercado japonês em 29 de novembro de 2010.

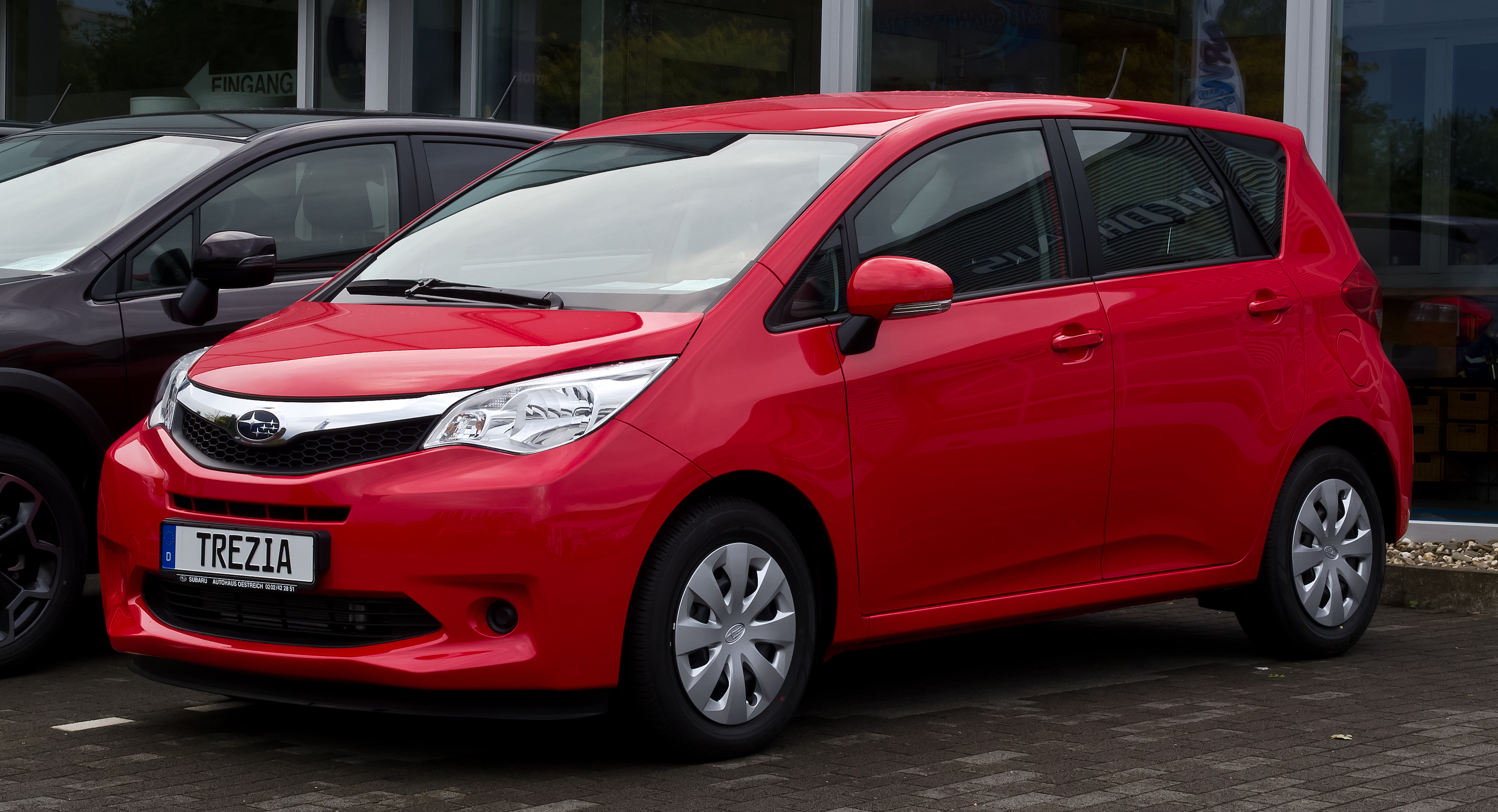
Subaru Trezia
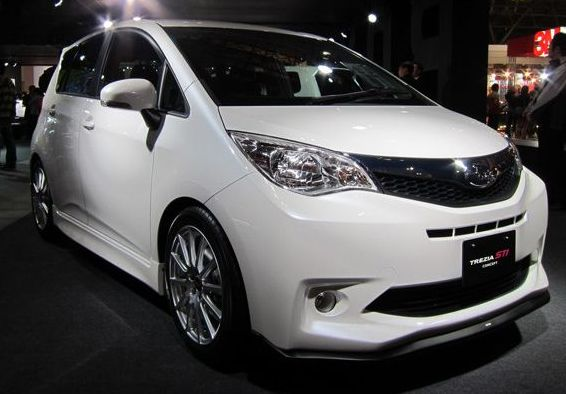
Subaru Trezia STI